# Tiro esportivo nos Jogos Europeus de 2015 - Pistola 50 m masculino
A competição pistola 50 m masculino foi um dos eventos do tiro esportivo nos Jogos Europeus de 2015, em Baku, no Azerbaijão. Foi disputada no Centro de Tiro de Baku no dia 20 de junho.

## Calendário
Horário de verão do Azerbaijão (UTC+5).
| Data        | Horário | Fase         |
| ----------- | ------- | ------------ |
| 20 de junho | 09:00   | Qualificação |
| 20 de junho | 11:30   | Final        |

## Medalhistas
| Ouro   | SRB Damir Mikec            |
| Prata  | SVK Pavol Kopp             |
| Bronze | TUR Abdullah Ömer Alimoğlu |

## Resultados

### Qualificação
O resultado da qualificação foi seguinte.
| Pos. | Atirador                   | Series | Series | Series | Series | Series | Series | Total | Xs | Notas                      |
| Pos. | Atirador                   | 1      | 2      | 3      | 4      | 5      | 6      | Total | Xs | Notas                      |
| ---- | -------------------------- | ------ | ------ | ------ | ------ | ------ | ------ | ----- | -- | -------------------------- |
| 1    | SRB Damir Mikec            | 94     | 95     | 95     | 93     | 95     | 95     | 567   | 9  | Recorde dos Jogos Europeus |
| 2    | UKR Oleh Omelchuk          | 95     | 92     | 97     | 95     | 94     | 94     | 567   | 9  | Recorde dos Jogos Europeus |
| 3    | TUR Yusuf Dikeç            | 98     | 93     | 93     | 93     | 93     | 94     | 564   | 10 |                            |
| 4    | GER Florian Schmidt        | 91     | 96     | 95     | 90     | 96     | 92     | 560   | 11 |                            |
| 5    | TUR Abdullah Ömer Alimoğlu | 95     | 96     | 91     | 94     | 88     | 95     | 559   | 6  |                            |
| 6    | SVK Pavol Kopp             | 94     | 92     | 94     | 96     | 94     | 87     | 557   | 7  |                            |
| 7    | ISL Ásgeir Sigurgeirsson   | 94     | 91     | 93     | 89     | 98     | 91     | 556   | 9  |                            |
| 8    | SVK Juraj Tužinský         | 89     | 95     | 91     | 94     | 96     | 89     | 554   | 13 |                            |
| 9    | RUS Anton Gourianov        | 94     | 89     | 93     | 93     | 91     | 94     | 554   | 11 |                            |
| 10   | RUS Vladimir Isakov        | 92     | 96     | 90     | 94     | 89     | 93     | 554   | 6  |                            |
| 11   | BLR Yauheni Zaichyk        | 91     | 91     | 91     | 94     | 95     | 91     | 553   | 7  |                            |
| 12   | ITA Giuseppe Giordano      | 93     | 94     | 93     | 89     | 92     | 92     | 553   | 6  |                            |
| 13   | BUL Samuil Donkov          | 97     | 93     | 87     | 92     | 89     | 94     | 552   | 11 |                            |
| 14   | POR João Costa             | 91     | 89     | 90     | 96     | 90     | 94     | 550   | 10 |                            |
| 15   | FRA Mathieu Perie          | 90     | 95     | 90     | 91     | 94     | 90     | 550   | 9  |                            |
| 16   | CZE Jindřich Dubový        | 92     | 90     | 90     | 93     | 92     | 93     | 550   | 6  |                            |
| 17   | ESP Pablo Carrera          | 94     | 86     | 94     | 93     | 94     | 88     | 549   | 9  |                            |
| 18   | POL Wojciech Knapik        | 89     | 96     | 93     | 90     | 89     | 89     | 546   | 2  |                            |
| 19   | UKR Pavlo Korostylov       | 91     | 89     | 92     | 95     | 90     | 87     | 544   | 7  |                            |
| 20   | POL Kamil Gersten          | 88     | 92     | 91     | 90     | 91     | 91     | 543   | 7  |                            |
| 21   | CRO Željko Posavec         | 94     | 94     | 87     | 91     | 88     | 89     | 543   | 6  |                            |
| 22   | LAT Lauris Trautmanis      | 87     | 90     | 87     | 89     | 96     | 93     | 542   | 7  |                            |
| 23   | ESP Javier Sánchez         | 92     | 89     | 94     | 89     | 90     | 88     | 542   | 6  |                            |
| 24   | AZE Rasul Mammadov         | 92     | 90     | 88     | 90     | 88     | 92     | 540   | 5  |                            |
| 25   | ITA Dario Di Martino       | 91     | 89     | 86     | 88     | 94     | 91     | 539   | 11 |                            |
| 26   | ALB Arben Kucana           | 91     | 92     | 88     | 90     | 91     | 86     | 538   | 4  |                            |
| 27   | BLR Kanstantsin Lukashyk   | 91     | 89     | 92     | 87     | 90     | 88     | 537   | 7  |                            |
| 28   | ARM Noryar Arakelyan       | 89     | 91     | 89     | 89     | 90     | 87     | 535   | 5  |                            |
| 29   | SRB Andrija Zlatić         | 90     | 84     | 90     | 87     | 88     | 83     | 522   | 3  |                            |
| 30   | FRA Antoine Adamus         | 81     | 89     | 87     | 85     | 88     | 85     | 515   | 2  |                            |
| 31   | MNE Čedomir Knežević       | 88     | 75     | 78     | 76     | 91     | 86     | 494   | 6  |                            |

### Final
O resultado final foi o seguinte.
| Pos.              | Atirador                   | Series | Series | Series | Series | Series | Series | Series | Series | Series | Notas                      |
| Pos.              | Atirador                   | 1      | 2      | 3      | 4      | 5      | 6      | 7      | 8      | 9      | Notas                      |
| ----------------- | -------------------------- | ------ | ------ | ------ | ------ | ------ | ------ | ------ | ------ | ------ | -------------------------- |
| Medalha de ouro   | SRB Damir Mikec            | 27.1   | 56.0   | 75.5   | 94.4   | 114.9  | 133.3  | 153.1  | 172.5  | 192.2  | Recorde dos Jogos Europeus |
| Medalha de prata  | SVK Pavol Kopp             | 27.2   | 52.0   | 70.6   | 91.3   | 110.7  | 131.0  | 149.4  | 167.9  | 187.5  |                            |
| Medalha de bronze | TUR Abdullah Ömer Alimoglu | 27.1   | 55.1   | 72.5   | 90.8   | 109.2  | 129.6  | 148.6  | 167.1  |        |                            |
| 4                 | UKR Oleh Omelchuk          | 29.8   | 58.7   | 77.1   | 95.1   | 113.4  | 130.8  | 147.9  |        |        |                            |
| 5                 | ISL Ásgeir Sigurgeirsson   | 26.3   | 54.2   | 73.9   | 91.8   | 110.2  | 127.1  |        |        |        |                            |
| 6                 | GER Florian Schmidt        | 25.0   | 52.2   | 70.8   | 88.2   | 106.5  |        |        |        |        |                            |
| 7                 | TUR Yusuf Dikeç            | 28.3   | 55.9   | 70.6   | 86.9   |        |        |        |        |        |                            |
| 8                 | SVK Juraj Tužinský         | 27.3   | 50.4   | 69.0   |        |        |        |        |        |        |                            |